# Naso no Shirataki
Der Naso no Shirataki (japanisch 奈曽の白滝) ist ein Wasserfall in Kisakata, Nikaho in der japanischen Präfektur Akita. Er liegt am Naso, welcher ein kurzes Stück flussabwärts nach Westen ins Japanische Meer mündet. Der Wasserfall hat eine Fallhöhe von 26 m und eine Breite von 11 m.
Der Wasserfall ist seit 1932 auf nationaler Ebene als Landschaftlich Schöner Ort ausgewiesen und liegt innerhalb des Chōkai-Quasi-Nationalparks. Weitere Wasserfälle im Quasi-Nationalpark sind der etwa zwei Kilometer weiter südlich gelegene Moto-Wasserfall und der sich östlich des Vulkans Chōkai befindende Hottai-Wasserfall.
In der unmittelbaren Umgebung des Wasserfalls befindet sich auf der Nordwestseite des Flusses der Kinbō-Schrein (金峯神社) und eine kleine Aussichtsplattform. Südlich des Wasserfalls verläuft über den Naso eine schmale Hängebrücke für Fußgänger.